# KCTD13
KCTD13‏ (Potassium channel tetramerization domain containing 13) هوَ بروتين يُشَفر بواسطة جين KCTD13 في الإنسان.